# Central Ohio Film Critics Association Award per il miglior regista
Il Central Ohio Film Critics Association Award per il miglior regista (Best Director) è un premio assegnato annualmente nel corso dei Central Ohio Film Critics Association Awards.

## Vincitori e candidati
I vincitori sono indicati in grassetto.
- 2002
  - Paul Thomas Anderson - Ubriaco d'amore (Punch-Drunk Love)
  - Todd Haynes - Lontano dal Paradiso (Far from Heaven)
- 2003
  - Peter Jackson - Il Signore degli Anelli - Il ritorno del re (The Lord of the Rings: The Return of the King)
  - Sofia Coppola - Lost in Translation - L'amore tradotto (Lost in Translation)
- 2004
  - Alexander Payne - Sideways - In viaggio con Jack (Sideways)
  - Clint Eastwood - Million Dollar Baby (Million Dollar Baby)
- 2005
  - David Cronenberg - A History of Violence (A History of Violence)
  - Ang Lee - I segreti di Brokeback Mountain (Brokeback Mountain)
- 2006
  - Martin Scorsese - The Departed - Il bene e il male (The Departed)
  - Alfonso Cuarón - I figli degli uomini (Children of Men)
- 2007
  - Joel Coen ed Ethan Coen - Non è un paese per vecchi (No Country for Old Men)
  - Paul Thomas Anderson - Il petroliere (There Will Be Blood)
- 2008
  - Danny Boyle - The Millionaire (Slumdog Millionaire)
  - Andrew Stanton - WALL•E (WALL•E)